# Cattleya dichroma
Cattleya dichroma är en orkidéart som beskrevs av Van den Berg. Cattleya dichroma ingår i släktet Cattleya och familjen orkidéer. Inga underarter finns listade i Catalogue of Life.